# Tigridia inusitata
Tigridia inusitata är en irisväxtart som först beskrevs av Robert William Cruden, och fick sitt nu gällande namn av Pierfelice Ravenna. Tigridia inusitata ingår i släktet Tigridia och familjen irisväxter. Inga underarter finns listade i Catalogue of Life.